# Коч (Угорщина)
Коч (угор. Kocs) — муніципалітет у медьє Комаром-Естергом в Угорщині.
Розташований на території краю Баршоньош (Bársonyos) у центральній частині медьє на східних окраїнах Малої Угорської низовини, на шляху між Татою і Дьєром, в 9 км від Тати. З Будапешта до нього можна достатися по автомагістралі M1 або шосе № 100, а потім 9 км від відгалуження на Тату або залізницею до станції Тата, а далі автобусом.
Середня висота місцевості над рівнем моря 112—158 м, найвища точка — узгір'я Гараст (Haraszt) висотою 222 м, після нього Латогедь (Látóhegy) 218 м, Шашгедь (Sashegy) 208 м, і Галом (Halom) 197 м. Середньорічна температура становить 10,5 °C, січнева — -1,4 °C, липнева — 20,5 °C. Річна інсоляція — 2100 годин, річна кількість опадів — 570 мм. Переважають північно-західні вітри.

## Історія
З археологічних досліджень відомо, що ця місцевість була заселена вже в добу Бронзи. Перша письмова згадка належить до 1267 року: в описі меж сусіднього Темерда, де назва наводиться у формі Ruch, Kuch (відомі також згадки у формах Kuch, KWCH, Koch чи Kocs). У 1325 р. власником місцевості був Пал Фекете з Коча (Kocsi Fekete Pál, Paul Niger de KWCH).
Коч, розташований на оживленому перехресті тракту між Будою та Віднем та старої римської дороги з Комарома в Секешфегервар, вже в XIV столітті був поштовою станцією, відомою своїми стельмахами. У 1332 році село було королівською власністю. Карл I Роберт подарував цю місцевість, разом з правом збору мита, Тамашу (синові Петера Чора, власнику замків Чокаке і Гестеш і своєму пізнішому конюшому): як нагороду за доблесть у битві під Посадою, під час походу на господаря Басараба I. У праці Magyar Nemzet Története це описується так: «Тамаш Чор, син Петера Чора, віддав королю, кінь якого через втому почав норовитися, свого коня, щоб король міг врятувати своє життя».
У записах 1343 року згадується, що удова Карла Роберта королева Єлизавета Польська їхала до Неаполя каретою, запряженою 4 кіньми, а потім, в описі подорожі матері короля Людовика Угорського з Неаполя до Рима, можна прочитати про карету (лат. currus mobilis), запряжену шестериком. Король Людовик писав у листі 1372 року про віз з ремінною підвіскою: Post ipsam curram pendentem transmittere. Після смерті Людовика Угорського згадуються обидва екіпажі: віз і карета у зв'язку подорожею королів Єлизавети і Марії, що в супроводі представників роду Гараї подорожували з Буди до Дьяковара.
У другій половині XV ст., за правління короля Матвія Корвіна, у Кочі почали виробляти легкі, досконалені троєкінні вози, які отримали назву kocsiszekér («кочський візок»), надалі просто kocsi («коч»). Цей вид транспорту разом зі своєю назвою поширився по всій Європі: від угорського слова походять пол. kocz, укр. коч, нім. Kutsche, ісп., порт. і фр. coche, англ. coach та ін.